# Aporrhiza multijuga
Aporrhiza multijuga är en kinesträdsväxtart som beskrevs av Ernest Friedrich Gilg. Aporrhiza multijuga ingår i släktet Aporrhiza och familjen kinesträdsväxter. Inga underarter finns listade i Catalogue of Life.